# Palácio dos Correios (Niterói)
O Palácio dos Correios, ou simplesmente Prédio dos Correios de Niterói, é um edifício em estilo eclético de gosto francês localizado no Centro de Niterói, no Rio de Janeiro, no Brasil. Foi inaugurado em 1914 para abrigar a sede regional da Empresa Brasileira de Correios e Telégrafos em Niterói, então capital do Estado do Rio de Janeiro. Foi tombado como patrimônio histórico em 1990.  Compõe-se de três pavimentos, possuindo dois torreões que ostentam cúpulas metálicas. Localiza-se na Avenida Visconde do Rio Branco, no Centro de Niterói, em frente à Estação Arariboia.
No prédio, atualmente funciona a principal agência dos Correios na cidade e a sede da Região de Negócios que atende Niterói, São Gonçalo e região dos Lagos. Reformado e restaurado, passou a abrigar a partir de 2014 um centro cultural dos Correios: o Espaço Cultural Correios Niterói.

## História
Antes da sua inauguração, a agência central ocupava um salão da estação das barcas da Companhia Cantareira e Viação Fluminense. Em 1912, tendo em vista o movimento postal crescente e em atendimento a reivindicações de diversas personalidades, o então presidente da República Hermes da Fonseca determinou ao seu ministro da Viação, José Barbosa Gonçalves, que atendesse ao pedido dos moradores da então capital do estado do Rio de Janeiro. Foi adquirido, então, um terreno em frente à estação das barcas, cabendo ao engenheiro e construtor Leopoldo Cunha encarregar-se da planta e da construção do Palácio dos Correios e Telégrafos, como ficou conhecido o prédio.

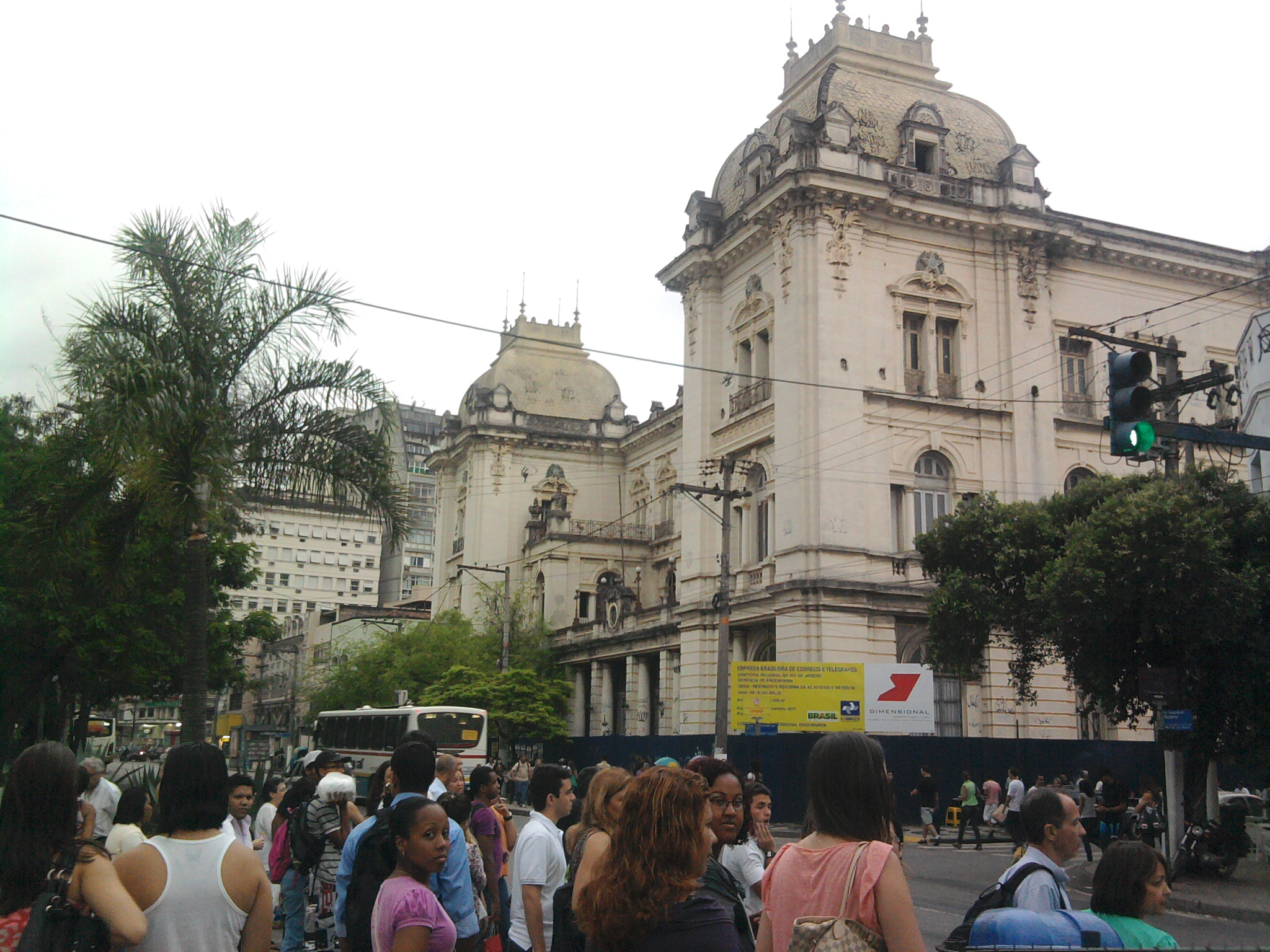
Palácio dos Correios em Niterói no início da grande reforma começada em 2011.

O monumental edifício foi o primeiro grande prédio a abrigar uma repartição pública civil do Governo Federal na cidade, inaugurado em novembro de 1914, na presença do próprio Presidente da República, Marechal Hermes da Fonseca, em seu último ato oficial na presidência (pois, no dia seguinte, encerrava seu mandato), e seguia o padrão de grandes edificações para abrigar agências centrais e escritórios regionais dos Correios brasileiros.
Até 1986, o prédio abrigou a agência central de Niterói e a diretoria regional dos Correios no antigo estado do Rio de Janeiro. Após a extinção da diretoria, o prédio passou a ser ocupado pelo Centro de Distribuição Domiciliária Icaraí e sediou a Região Operacional.
O prédio histórico dos Correios, após passar por reforma e restauro, foi reaberto em 21 de março de 2014, no ano de seu centenário. As obras de reforma e restauro foram iniciadas em 2011 e custaram 15,3 milhões de reais. Foram restauradas as características originais do prédio, com a recuperação de todas as fachadas e esquadrias. Por ocasião das comemorações aos 440 anos de Niterói, em novembro do 2013, foi inaugurada a iluminação monumental do prédio. O prédio dispõe de iluminação monumental, climatização e circuito interno e externo de câmeras.

## Espaço cultural
O palácio abriga atualmente o Espaço Cultural Correios Niterói, que possui salas para exposições e oficinas, sala histórica e auditório.